# Kethumaranahalli, Kadur
Kethumaranahalli là một làng thuộc tehsil Kadur, huyện Chikmagalur, bang Karnataka, Ấn Độ.